# Norman Alden
Pour les articles homonymes, voir Alden.
Norman Alden est un acteur américain, né le 13 septembre 1924 à Fort Worth, au Texas (États-Unis), et mort le 27 juillet 2012.

## Filmographie

### cinéma
- 1958 : The Power of the Resurrection d'Harold Schuster: Gate Guard
- 1960 : The Walking Target d'Edward L. Cahn : Sam Russo
- 1961 : Operation Bottleneck d'Edward L. Cahn : Cpl. Lester 'Merc' Davenport
- 1961 : Portrait of a Mobster de Joseph Pevney : Bo Wetzel
- 1961 : Secret of Deep Harbor (en) d'Edward L. Cahn : Barney Haines
- 1963 : Docteur Jerry et Mister Love (The Nutty Professor) de Jerry Lewis : Football Player
- 1963 : Merlin l'enchanteur (The Sword in the Stone) de Wolfgang Reitherman : Kay (voix)
- 1964 : Le Sport favori de l'homme (Man's Favorite Sport?) d'Howard Hawks : John Screaming Eagle
- 1964 : Bedtime Story de Ralph Levy : Dubin
- 1964 : Jerry souffre-douleur (The Patsy) de Jerry Lewis : Bully at the Gym
- 1965 : Andy de Richard C. Sarafian : Andy
- 1965 : Ligne rouge 7000 (Red Line 7000) d'Howard Hawks : Pat
- 1966 : Les Anges sauvages (The Wild Angels) de Roger Corman : Medic
- 1967 : First to Fight de Christian Nyby : Sgt. Schmidtmer
- 1967 : Good Times (en) de William Friedkin : Warren
- 1968 : La Brigade du diable (The Devil's Brigade) d'Andrew V. McLaglen : MP lieutenant
- 1968 : Fever Heat de Russell S. Doughton (en) : Herbert Herpgruve
- 1968 : Chubasco le rebelle (pt) d'Allen H. Miner : Frenchy
- 1968 : Killers Three (en) : Guthrie
- 1969 : Changes (en) d'Hall Bartlett : Jump Rope
- 1969 : All the Loving Couples de Mack Bing : Mitch
- 1969 : Le Plus Grand des hold-up (The Great Bank Robbery) d'Hy Averback : The Great Gregory (balloonist)
- 1970 : Tora! Tora! Tora! de Richard Fleischer, Kinji Fukasaku et Toshio Masuda : Major Truman H. Landon, U.S. Army Air Corps
- 1972 : Ben de Phil Karlson : Policeman
- 1972 : Where Does It Hurt? de Rod Amateau : Katzen
- 1972 : Kansas City Bomber de Jerrold Freedman : Horrible Hank Hopkins
- 1975 : L'Odyssée du Hindenburg (The Hindenburg) de Robert Wise : Det. Baker, N.Y.P.D.
- 1977 : Jamais je ne t'ai promis un jardin de roses (I Never Promised You a Rose Garden) d'Anthony Page : McPherson
- 1977 : Les Faux-durs (Semi-Tough) de Michael Ritchie : Coach Alvin Parks
- 1980 : Cloud Dancer (en) de Barry Brown : Dr Putnam
- 1980 : Chicanos, chasseur de têtes (Borderline) de Jerrold Freedman : Willie Lambert
- 1982 : Victor/Victoria de Blake Edwards : Man In Hotel With Shoes
- 1985 : Retour vers le futur (Back to the Future) de Robert Zemeckis : Lou Curruthers
- 1986 : La Guerre des robots (Transformers: The Movie) de Shin Nelson : Kranix / Arblus (voix)
- 1987 : Off the Mark (en) : Coach Elam
- 1988 : Invasion Los Angeles (They Live) de John Carpenter : Foreman
- 1989 : Roller Blade Warriors: Taken by Force de Donald G. Jackson : Bartender
- 1989 : Cutting Class de Rospo Pallenberg : Officer Fondulac
- 1994 : Wyatt Earp: Return to Tombstone (en) de Paul Landres : Johnny Ringo (flashback sequence) (as Norm Alden)
- 1994 : Ed Wood de Tim Burton : Cameraman Bill
- 1998 : Docteur Patch (Patch Adams) : Truck Driver
- 2001 : K-PAX - L'homme qui vient de loin (K-Pax) d'Iain Softley : Babbling Man

### Télévision
- 1955 : The Life and Legend of Wyatt Earp (en) (série) : Johnny Ringo (1961)
- 1960 : Mes trois fils (My Three Sons) (série) : Tom William (1969-1972)
- 1965 : Papa Schultz (Hogan's Heroes) : Sergent Krebs
- 1967 : Rango (en) (série) : Capt. Horton
- 1969 : The Pigeon : Carl, the First Thug
- 1970 : The Psychiatrist: God Bless the Children (en) : Sheriff Glenn
- 1971 : Cannon
- 1971 : Mannix
- 1971 : L'Homme de Fer
- 1971 : The Trackers : Pete Dilworth
- 1972 : Les Rues de San Francisco
- 1973 : Murdock's Gang : Red Harris
- 1973 : Super Friends (série) : Aquaman (voix)
- 1974 : Cry Panic : Doc Potter
- 1974 : The Runaways
- 1974 : The Fess Parker Show : Boomer Landis
- 1974 : Jerry : Winston Barlow
- 1974 : Devlin (en) (série) : Henry 'Hank' McSummers (voix)
- 1974 : Terror on the 40th Floor : Capt. Parker
- 1975 : The Honorable Sam Houston
- 1975 : Fay (en) (série) : Al Cassidy
- 1975 : Kojak
- 1976 : Electra Woman & Dyna Girl (série) : Frank Heflin
- 1976 : Mary Hartman, Mary Hartman (en) (série) : Coach Leroy Fedder
- 1976 : The Krofft Supershow (en) (série) : Prof. Frank Heflin (in 'Electra-Woman and Dynagirl') (1976-1977)
- 1977 : The All-New Super Friends Hour (en) (série) : Aquaman (Arthur Curry) (voix)
- 1977 : Drôles de Dames
- 1978 : Ring of Passion : Max Machon
- 1978 : Dallas
- 1978 : Starsky et Hutch
- 1979 : No Other Love : Les Hollister
- 1979 : L'Ile Fantastique
- 1979 : Samurai : Lt. Al DeNisco
- 1979-1980 : Shérif, fais-moi peur (série TV) : (Saisons 1 et 2 - plusieurs épisodes) :Chef Lacey
- 1980 : La Croisière s'amuse
- 1981 : L'Homme qui tombe à pic
- 1982 : Desperate Lives (en) : Coach
- 1983 : L'Agence Tous Risques
- 1983 : Matt Houston
- 1985 : Des filles de rêve (en) (California Girls) : Mr. Pegem
- 1985 : Heart of a Champion: The Ray Mancini Story (en) : Ray Arcel
- 1985 : Rick Hunter
- 1985 : Ricky ou la Belle Vie
- 1986 : Sunday Drive : Norman
- 1986 : Arabesque
- 1982 : Capitol (série) : King Hussein (1986-1987)
- 1987 : Destination America : Beller
- 1988 : Défi dans la nuit (en) (Man Against the Mob) : Capt. Necker
- 1988 : Dans les griffes de la mafia (Lady Mobster) : Mob boss #1
- 1989 : Man Against the Mob: The Chinatown Murders (en)
- 1992 : Enquête Privée
- 2002 : Night of the Wolf : Carl Casey
- 2005 : Detective : Juge Olividat